# Echium italicum
La viperina maggiore (Echium italicum L., 1753) è una pianta della famiglia Boraginaceae, diffusa nel bacino del Mediterraneo.

## Descrizione
È una pianta erbacea biennale, con fusto eretto, provvisto di setole spinulose, alta da 30 a 150 cm.

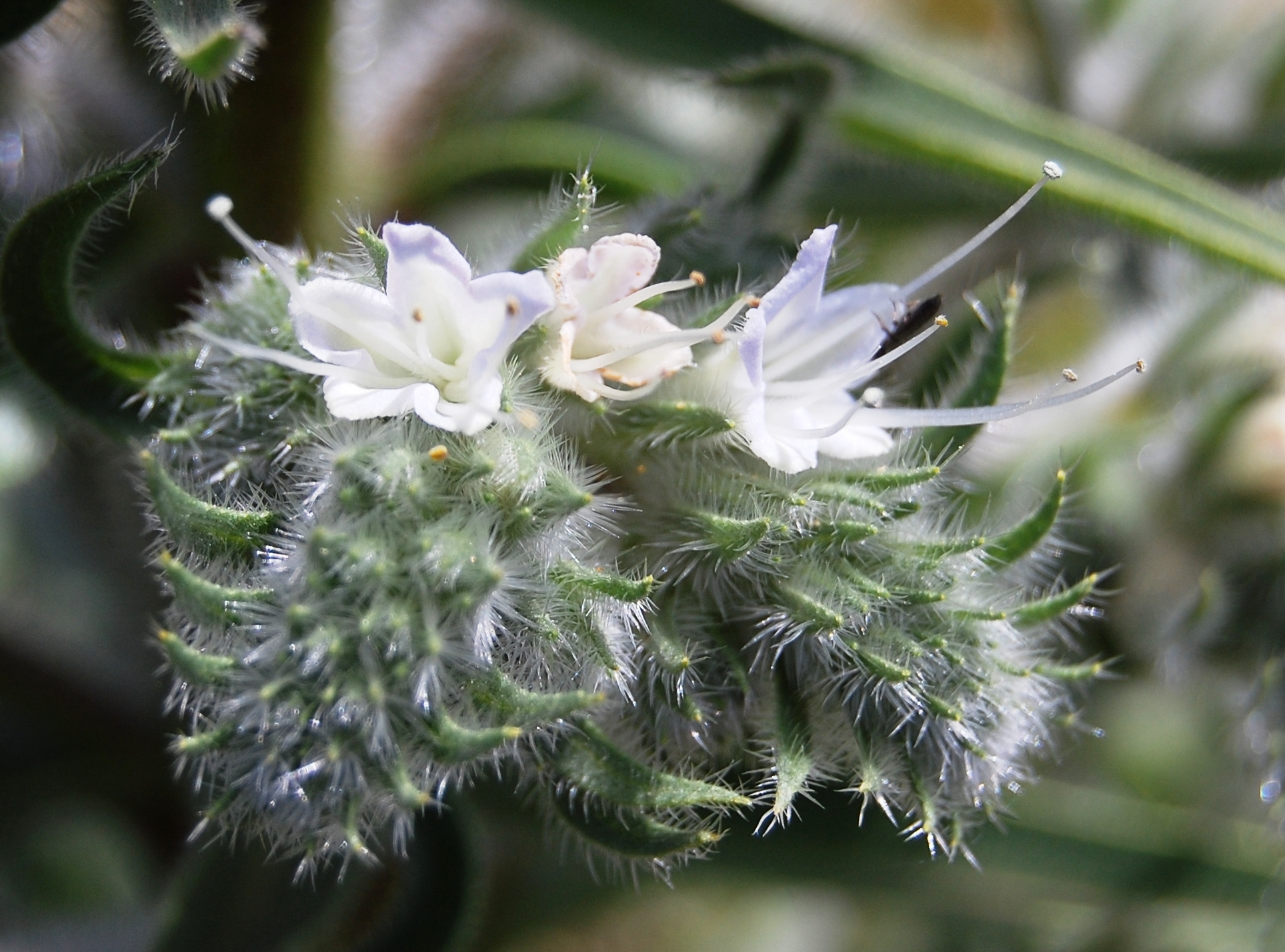
Dettaglio dell'infiorescenza.

Le foglie  basali sono disposte a rosetta e sono di forma lanceolata, lunghe 20–35 cm. Le foglie cauline sono strette ed ellittiche, e sono densamente ricoperte da una peluria setolosa pungente.
Forma infiorescenze piramidali con fiori addensati lateralmente al fusto, dalla corolla imbutiforme di colore dal bianco al celeste o rosa, con 4 o 5 stami filamentosi che sporgono dalla corolla. Fioritura: aprile-giugno
I frutti sono mericarpi di colore grigiastro, a contorno triangolare, ricoperti da setole.

## Distribuzione e habitat
È una specie a distribuzione euro-mediterranea, con areale centrato sulle coste mediterranee, ma che si estende verso  est sino all'Afghanistan.

In Italia si trova in quasi tutto il territorio, Sicilia e Sardegna comprese; assente solo in Valle d'Aosta.
Cresce in terreni incolti, pascoli aridi e soleggiati, da 0 a 1300 m di altitudine.

## Tassonomia
Sono note le seguenti sottospecie:
- Echium italicum subsp. italicum
- Echium  italicum subsp. albereanum (Naudin & Debeaux) Greuter & Burdet
- Echium italicum subsp. biebersteinii (Lacaita) Greuter & Burdet    Echium italicum subsp. cantabricum M.Laínz
- E. italicum subsp. scaettae (Pamp.) Greuter & Burdet
- Echium italicum subsp. siculum (Lacaita) Greuter & Burdet,  endemismo della Sicilia.
- Echium italicum subsp. scaettae (Pamp.) Greuter & Burdet

### Sottospecie non accettate
- Echium italicum subsp. altissimum (Jacq.) Arcang = Echium italicum [3]
- Echium italicum subsp. luteum (Lapeyr.) P.Fourn. = Echium asperrimum
- Echium italicum subsp. pyrenaicum Laínz = Echium asperrimum[4]